# Narrabri

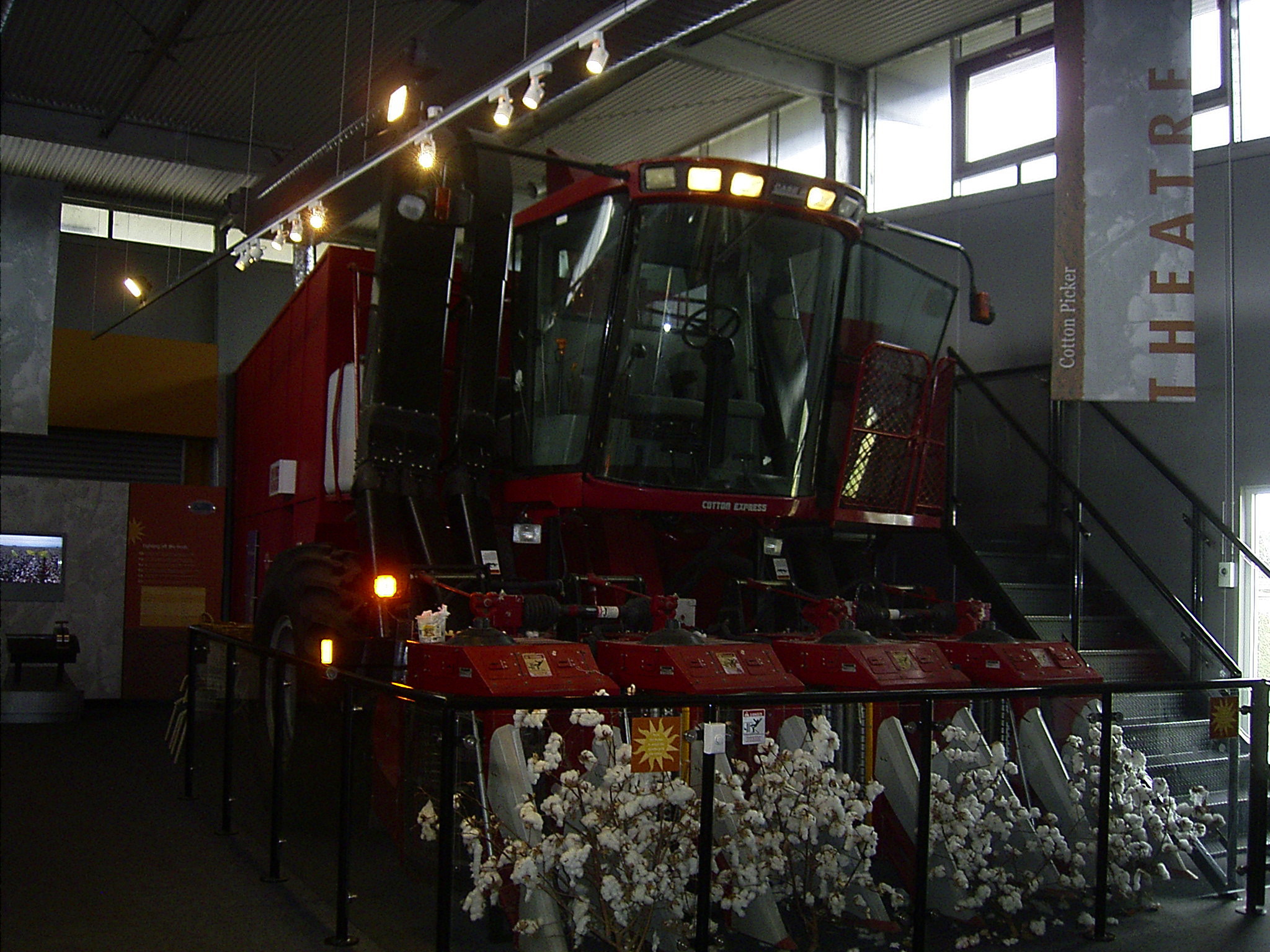
Kombajn do zbioru bawełny w Australijskim Centrum Bawełny w Narrabri

Narrabri – australijskie miasto położone w stanie Nowa Południowa Walia nad rzeką Namoi. Jest centrum administracyjnym hrabstwa Narrabri. Miasto jest ośrodkiem produkcji bawełny, wołowiny i pszenicy.
Około 24 km na zachód od miasta znajduje się radiointerferometr Australia Telescope Compact Array. W pobliżu Narrabri znajduje się także park narodowy Mount Kaputar National Park.

## Historia miasta
Pierwotnie obszar ten zamieszkiwali Aborygeni z plemienia Kamilaroi. Pierwsi przybysze z Europy pojawili się w tym rejonie w 1818 roku, ale najprawdopodobniej pierwszym Europejczykiem, który dotarł na teren obecnego miasta Narrabri był Thomas Mitchell w 1832 roku. Pierwsi europejscy osadnicy dotarli tu pomiędzy 1832 a 1834 rokiem. W 1848 roku padła propozycja, by założyć miasto przy skrzyżowaniu dróg. Powstanie miasta ogłoszono w 1860 roku, choć pierwszy hotel zbudowano w tym miejscu już dwa lata wcześniej. Placówkę pocztową otworzono w roku 1861, a w 1864 powstał tu szpital. W tym samym roku miasto nawiedziła wielka powódź, jednak nie przeszkodziła ona zbytnio w rozwoju miasta. W latach 1864–1865 zbudowano gmach sądu, w 1868 roku otwarto pierwszą szkołę, a w 1873 roku zaczęła się ukazywać lokalna gazeta. W latach 1878–1879 zbudowano posterunek policji, nowy budynek poczty otwarto w 1879 roku. W 1882 roku powstało miejscowe więzienie, zaś w latach 1886–1888 nowy gmach sądu. W 1895 roku zbudowano tu anglikański kościół św. Cypriana, a rok później oddano do użytku prezbiteriański kościół św. Stefana.
W 1882 roku do sąsiedniej osady Narrabri West dotarła linia kolejowa i zaczęło się tam rozwijać osadnictwo. W 1897 roku linię kolejową podciągnięto do centrum Narrabri i wówczas Narrabri West podupadła.
Wielka powódź w 1955 roku spowodowała duże straty w mieście, jednak nie dosięgła Narrabri West. Ostatecznie osada ta została włączona do Narrabri w 1981 roku.